# Mutua Madrid Open 2013
Mutua Madrid Open 2013 byl společný tenisový turnaj mužského okruhu ATP World Tour a ženského okruhu WTA Tour, hraný v areálu parku Manzanares na otevřených antukových dvorcích. Konal se mezi 6. až 12. květnem 2013 ve španělské metropoli Madridu jako 12. ročník mužského a 5. ročník ženského turnaje.
Mužská polovina se po grandslamu řadila do druhé nejvyšší kategorie okruhu ATP World Tour Masters 1000 a její dotace činila 4 303 867 eur. Ženská část měla rozpočet 4 033 254 dolarů a byla také součástí druhé nejvyšší úrovně okruhu WTA Premier Mandatory.
Po předchozím ročníku, jenž se konal na modré antuce, byla na dvorce opět položena červená antuka.
Vítěz mužské dvouhry Rafael Nadal získal rekordní 23. titul kategorie Masters, čímž se v historických tabulkách odpoutal od dvaceti dvou turnajových trofejí Čechoameričana Ivana Lendla.

## Distribuce bodů a finančních odměn

### Distribuce bodů
| Soutěž         | Vítězové | F   | SF  | ČF  | 16 v kole | 32 v kole | 64 v kole | Q  | Q2 | Q1 |
| -------------- | -------- | --- | --- | --- | --------- | --------- | --------- | -- | -- | -- |
| dvouhra mužů   | 1000     | 600 | 360 | 180 | 90        | 45        | 10        | 25 | 16 | 0  |
| mužská čtyřhra | 1000     | 600 | 360 | 180 | 90        | 0         |           |    |    |    |
| ženská dvouhra | 1000     | 700 | 450 | 250 | 140       | 80        | 5         | 30 | 20 | 1  |
| ženská čtyřhra | 1000     | 700 | 450 | 250 | 140       | 5         |           |    |    |    |

### Finanční odměny
| Soutěž          | Vítězové | Finále   | Semifinále | Čtvrtfinále | 16 v kole | 32 v kole | 64 v kole | Q2     | Q1     |
| --------------- | -------- | -------- | ---------- | ----------- | --------- | --------- | --------- | ------ | ------ |
| mužská dvouhra  | €638 500 | €313 070 | €157 570   | €80 120     | €41 610   | €21 935   | €11 645   | €2 750 | €1 390 |
| ženská dvouhra  | €643 000 | €315 000 | €158 500   | €80 700     | €39 000   | €20 750   | €9 630    | €2 555 | €1 150 |
| mužská čtyřhra* | €197 730 | €96 800  | €48 560    | €24 920     | €12 880   | €6 800    |           |        |        |
| ženská čtyřhra* | €203 000 | €102 034 | €50 110    | €23 000     | €12 000   | €6 300    |           |        |        |

* na pár

## Dvouhra mužů

### Nasazení

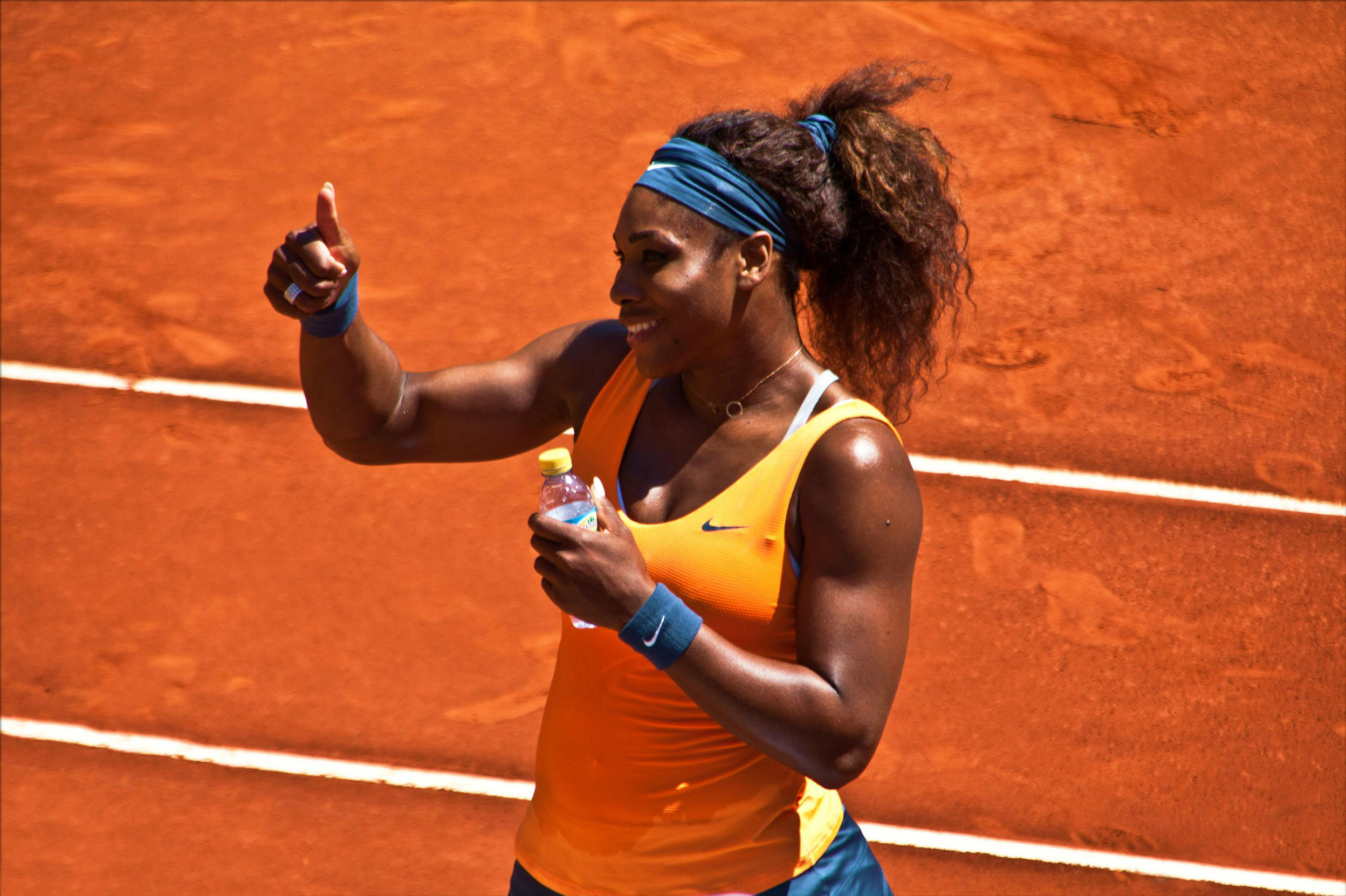
Oslava titulu Sereny Williamsové

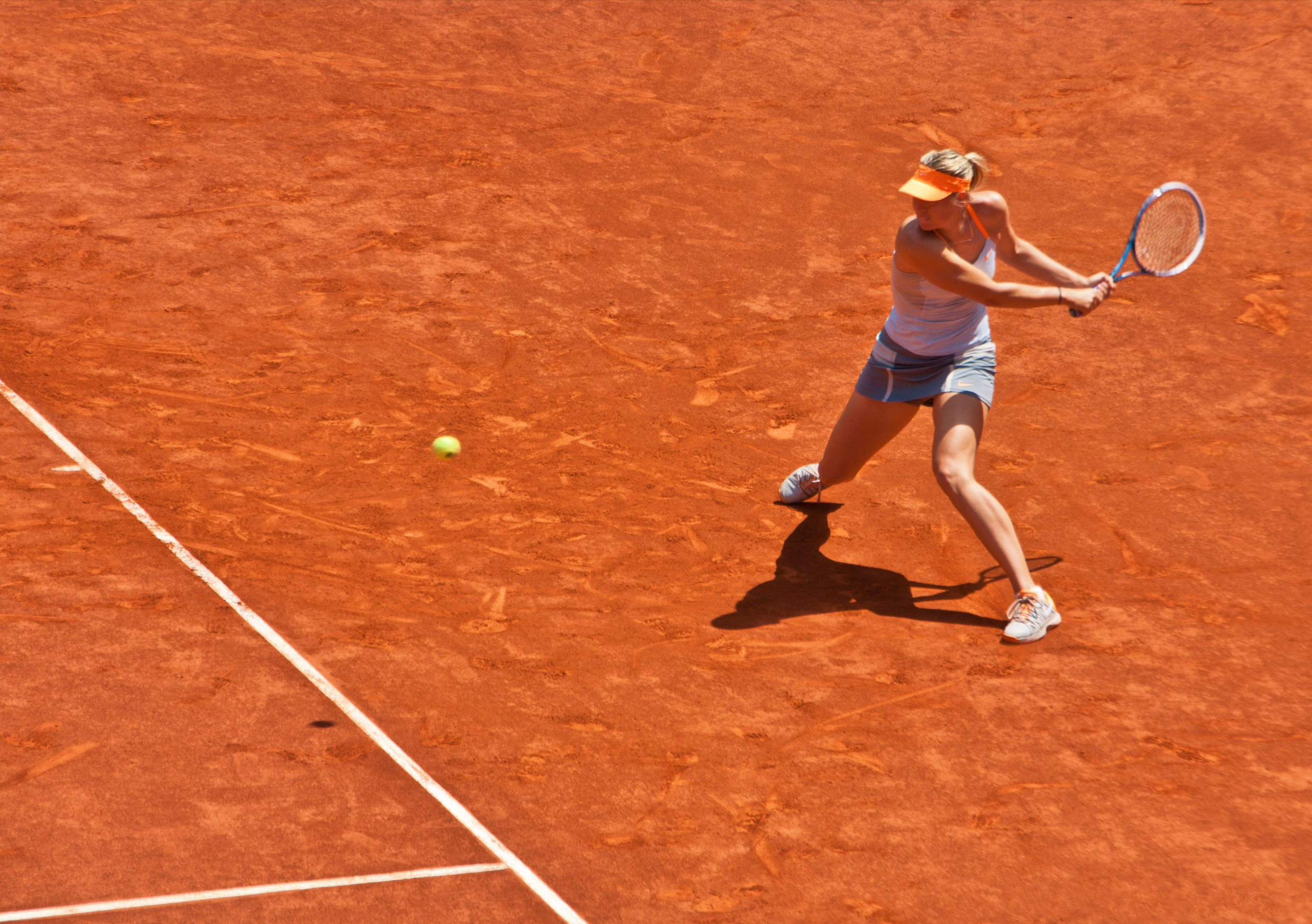
Světová dvojka a finalistka Maria Šarapovová

| Stát               | Hráč               | ATP1) | Nasazení |
| ------------------ | ------------------ | ----- | -------- |
| Srbsko             | Novak Djoković     | 1.    | 1.       |
| Švýcarsko          | Roger Federer      | 2.    | 2.       |
| Spojené království | Andy Murray        | 3.    | 3.       |
| Španělsko          | David Ferrer       | 4.    | 4.       |
| Španělsko          | Rafael Nadal       | 5.    | 5.       |
| Česko              | Tomáš Berdych      | 6.    | 6.       |
| Francie            | Jo-Wilfried Tsonga | 8.    | 7.       |
| Francie            | Richard Gasquet    | 9.    | 8.       |
| Srbsko             | Janko Tipsarević   | 10.   | 9.       |
| Chorvatsko         | Marin Čilić        | 11.   | 10.      |
| Španělsko          | Nicolás Almagro    | 12.   | 11.      |
| Kanada             | Milos Raonic       | 13.   | 12.      |
| Německo            | Tommy Haas         | 14.   | 13.      |
| Japonsko           | Kei Nišikori       | 15.   | 14.      |
| Švýcarsko          | Stanislas Wawrinka | 16.   | 15.      |
| Francie            | Gilles Simon       | 17.   | 16.      |

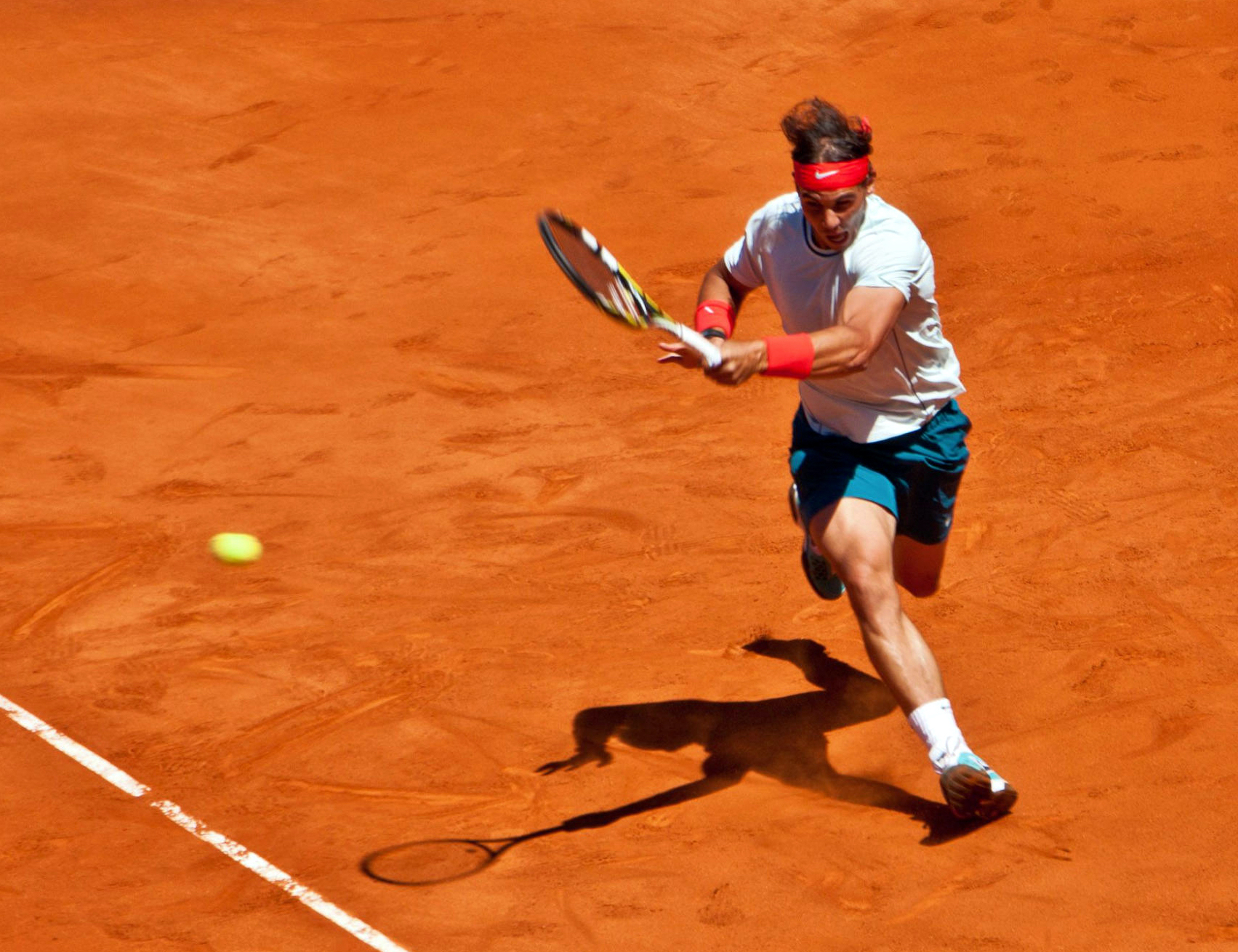
Světová pětka a vítěz Rafael Nadal

- 1) Žebříček ATP ke 29. dubnu 2013.

### Jiné formy účasti
Následující hráčí obdrželi divokou kartu do hlavní soutěže:
- Pablo Andújar
- Marius Copil
- Javier Martí
- Tommy Robredo

Následující hráči postoupili z kvalifikace:
- Guillermo García-López
- Santiago Giraldo
- Robin Haase
- Tobias Kamke
- Jesse Levine
- Xavier Malisse
- João Souza
  -  Marinko Matosevic – jako šťastný poražený

### Odhlášení
před zahájením turnaje
- Thomaz Bellucci
- Juan Martín del Potro
- Mardy Fish
- Philipp Kohlschreiber

## Mužská čtyřhra

### Nasazení
| Stát          | Hráč              | Stát          | Hráč              | ATP1 | Nasazení |
| ------------- | ----------------- | ------------- | ----------------- | ---- | -------- |
| Spojené státy | Bob Bryan         | Spojené státy | Mike Bryan        | 2.   | 1.       |
| Španělsko     | Marcel Granollers | Španělsko     | Marc López        | 7.   | 2.       |
| Švédsko       | Robert Lindstedt  | Kanada        | Daniel Nestor     | 14.  | 3.       |
| Pákistán      | Ajsám Kúreší      | Nizozemsko    | Jean-Julien Rojer | 15.  | 4.       |
| Bělorusko     | Max Mirnyj        | Rumunsko      | Horia Tecău       | 18.  | 5.       |
| Indie         | Mahesh Bhupathi   | Indie         | Rohan Bopanna     | 21.  | 6.       |
| Rakousko      | Alexander Peya    | Brazílie      | Bruno Soares      | 32.  | 7.       |
| Rakousko      | Jürgen Melzer     | Indie         | Leander Paes      | 43.  | 8.       |

- 1 Žebříček ATP ke 29. dubnu 2013; číslo je součtem žebříčkového postavení obou členů páru.

### Jiné formy účasti
Následující páry obdržely divokou kartu do hlavní soutěže:
- Nicolás Almagro /  Oliver Marach
- Daniel Gimeno Traver /  Daniel Muñoz de la Nava

## Ženská dvouhra

### Nasazení
| Stát          | Hráčka              | WTA1) | Nasazení |
| ------------- | ------------------- | ----- | -------- |
| Spojené státy | Serena Williamsová  | 1.    | 1.       |
| Rusko         | Maria Šarapovová    | 2.    | 2.       |
| Bělorusko     | Viktoria Azarenková | 3.    | 3.       |
| Polsko        | Agnieszka Radwańská | 4.    | 4.       |
| Čína          | Li Na               | 5.    | 5.       |
| Německo       | Angelique Kerberová | 6.    | 6.       |
| Itálie        | Sara Erraniová      | 7.    | 7.       |
| Česko         | Petra Kvitová       | 8.    | 8.       |
| Austrálie     | Samantha Stosurová  | 9.    | 9.       |
| Dánsko        | Caroline Wozniacká  | 10.   | 10.      |
| Rusko         | Naděžda Petrovová   | 11.   | 11.      |
| Itálie        | Roberta Vinciová    | 12.   | 12.      |
| Rusko         | Maria Kirilenková   | 13.   | 13.      |
| Francie       | Marion Bartoliová   | 14.   | 14.      |
| Slovensko     | Dominika Cibulková  | 15.   | 15.      |
| Srbsko        | Ana Ivanovićová     | 16.   | 16.      |

- 1) Žebříček WTA k 29. dubnu 2013.

### Jiné formy účasti
Následující hráčky obdržely divokou kartu do hlavní soutěže:
- Lourdes Domínguezová Linová
- Simona Halepová
- Daniela Hantuchová
- Anabel Medinaová Garriguesová
- Sílvia Solerová Espinosová

Následující hráčky postoupily z kvalifikace:
- Alexandra Dulgheruová
- Camila Giorgiová
- Bethanie Matteková-Sandsová
- Christina McHaleová
- Julia Putincevová
- Chanelle Scheepersová
- María Teresa Torrová Florová
- Lesja Curenková
  -  Madison Keysová – jako šťastná poražená
  -  Stefanie Vögeleová – jako šťastná poražená

### Odhlášení
před zahájením turnaje
- Tamira Paszeková
- Venus Williamsová
- Heather Watsonová

### Skrečování
- Ajumi Moritová
- Jelena Vesninová
- Klára Zakopalová

## Ženská čtyřhra

### Nasazení
| Stát          | Hráčka                      | Stát          | Hráčka                | WTA1 | Nasazení |
| ------------- | --------------------------- | ------------- | --------------------- | ---- | -------- |
| Česko         | Andrea Hlaváčková           | Česko         | Lucie Hradecká        | 9.   | 1.       |
| Rusko         | Naděžda Petrovová           | Slovinsko     | Katarina Srebotniková | 11.  | 2.       |
| Rusko         | Jekatěrina Makarovová       | Rusko         | Jelena Vesninová      | 13.  | 3.       |
| Spojené státy | Raquel Kopsová-Jonesová     | Spojené státy | Abigail Spearsová     | 29.  | 4.       |
| Spojené státy | Bethanie Matteková-Sandsová | Indie         | Sania Mirzaová        | 35.  | 5.       |
| Německo       | Anna-Lena Grönefeldová      | Česko         | Květa Peschkeová      | 39.  | 6.       |
| Čína          | Čang Šuaj                   | Čína          | Čeng Ťie              | 48.  | 7.       |
| Tchaj-wan     | Sie Šu-wej                  | Čína          | Pcheng Šuaj           | 51.  | 8.       |

- 1 Žebříček WTA k 29. dubnu 2013; číslo je součtem žebříčkového postavení obou členek páru.

### Jiné formy účasti
Následující páry obdržely divokou kartu do hlavní soutěže:
- Alizé Cornetová /  Francesca Schiavoneová
- Jelena Jankovićová /  Mirjana Lučićová Baroniová
- Garbiñe Muguruzaová /  María Teresa Torrová Florová
- Sílvia Solerová Espinosová /  Carla Suárezová Navarrová

Následující pár nastoupil do hlavní soutěže z pozice náhradníka:
- Sofia Arvidssonová /  Johanna Larssonová

### Odhlášení
před zahájením turnaje
- Monica Niculescuová
- Tamira Paszeková

## Přehled finále

### Mužská dvouhra
- Rafael Nadal vs.  Stanislas Wawrinka, 6–2, 6–4

### Ženská dvouhra
- Serena Williamsová vs.  Maria Šarapovová, 6–1, 6–4

### Mužská čtyřhra
- Bob Bryan /  Mike Bryan vsf.  Alexander Peya /  Bruno Soares, 6–2, 6–3

### Ženská čtyřhra
- Anastasija Pavljučenkovová /  Lucie Šafářová vs.  Cara Blacková /  Marina Erakovicová, 6–2, 6–4